# 高橋広 (漫画家)
高橋 広（たかはし ひろし、1956年 - ）は、日本の漫画家、イラストレーター。

## 人物
岩手県湯田町（現在の西和賀町）出身で、現在は埼玉県吉川市在住。
岩手県立黒沢尻工業高等学校卒業後、大日本印刷に入社。1975年に退社後、ちばあきおのアシスタントとなる。1978年、『すぎ鉄砲』で第17回手塚賞佳作を受賞し、1980年に『トライ!』でデビューする。
代表作に七三太朗原作の『イレブン』（月刊少年ジャンプ）がある。

## 作品リスト
- 青空ナイン（全4巻、集英社）
- イレブン（全43巻、集英社、1985年 - 2000年）
- てんつく天（全2巻、集英社）